# 中国武術器械一覧
中国武術器械一覧（ちゅうごくぶじゅつきかいいちらん）では、中国武術で使用されている各種器械を記載する。ここで記載されている各種武術器械と兵器は中国武術で実際に使用されているものであり、文学や神話などに登場する架空の兵器は架空の兵器を参照。

## 長兵器
- 戟刀
- 筆刀
- 鳳嘴刀
- 偃月刀
- 眉尖刀
- 三尖両刃刀
- 春秋大刀
- 鉤鎌刀
- 乾坤日月刀
- 槍(冷兵器)
- 古矛槍
- 花槍
- 単牙月
- 九曲戟

## 短兵器
- 九環刀
- 柳葉刀
- 大砍刀
- 馬刀
- 連環刀
- 七星剣
- 龍泉剣
- 方節鞭
- 達摩杖
- 鉄扇子
- 少林板斧

## 軟兵器
- 九節鞭
- 大掃子
- 双節棍
- 三節棍
- 軟鞭
- 流星槍
- 縄鏢
- 龍頭杆棒
- 鏈子剣
- 剣鞭
- 流星錘

## 双兵器
- 鴛鴦刀
- 乾坤日月輪刀
- 龍鳳双剣
- 双棍
- 板斧
- 双板斧
- 少林双戟
- 梅花匕
- 子午鴛鴦鉞

## 奇門兵器
- 判官筆
- 宮天梳
- 峨嵋刺
- 子母刀
- 鴛鴦鉞
- 日月輪
- 龍鳳扇
- 双拐
- 月牙刀
- 鉄掃帚
- 四門板櫈

## 暗器
- 摔手箭
- 金銭鏢
- 梅花針
- 飛蝗石
- 血滴子
- 鉄蓮花
- 飛鉈
- 鉄鴛鴦
- 噴筒
- 如意珠
- 飛鐃
- 梅花袖箭
- 袖弩
- 鏢刀
- 袖圈
- 袖蛋
- 母鉄膽

## 遠射兵器
- 箭
- 弩
- 弓

## その他
- 水門沙
- 鳳門沙